# Enicospilus braunsii
Enicospilus braunsii là một loài tò vò trong họ Ichneumonidae.